# Plac Trzech Krzyży

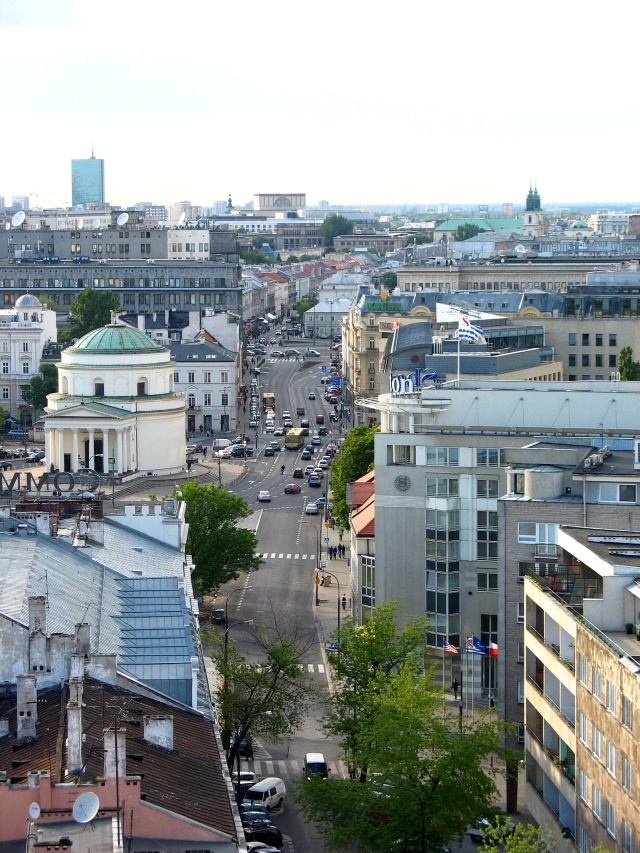
Blick aus südlicher Richtung auf den Platz. Im Vordergrund rechts schiebt sich der Neubau des Sheraton-Hotels ins Bild

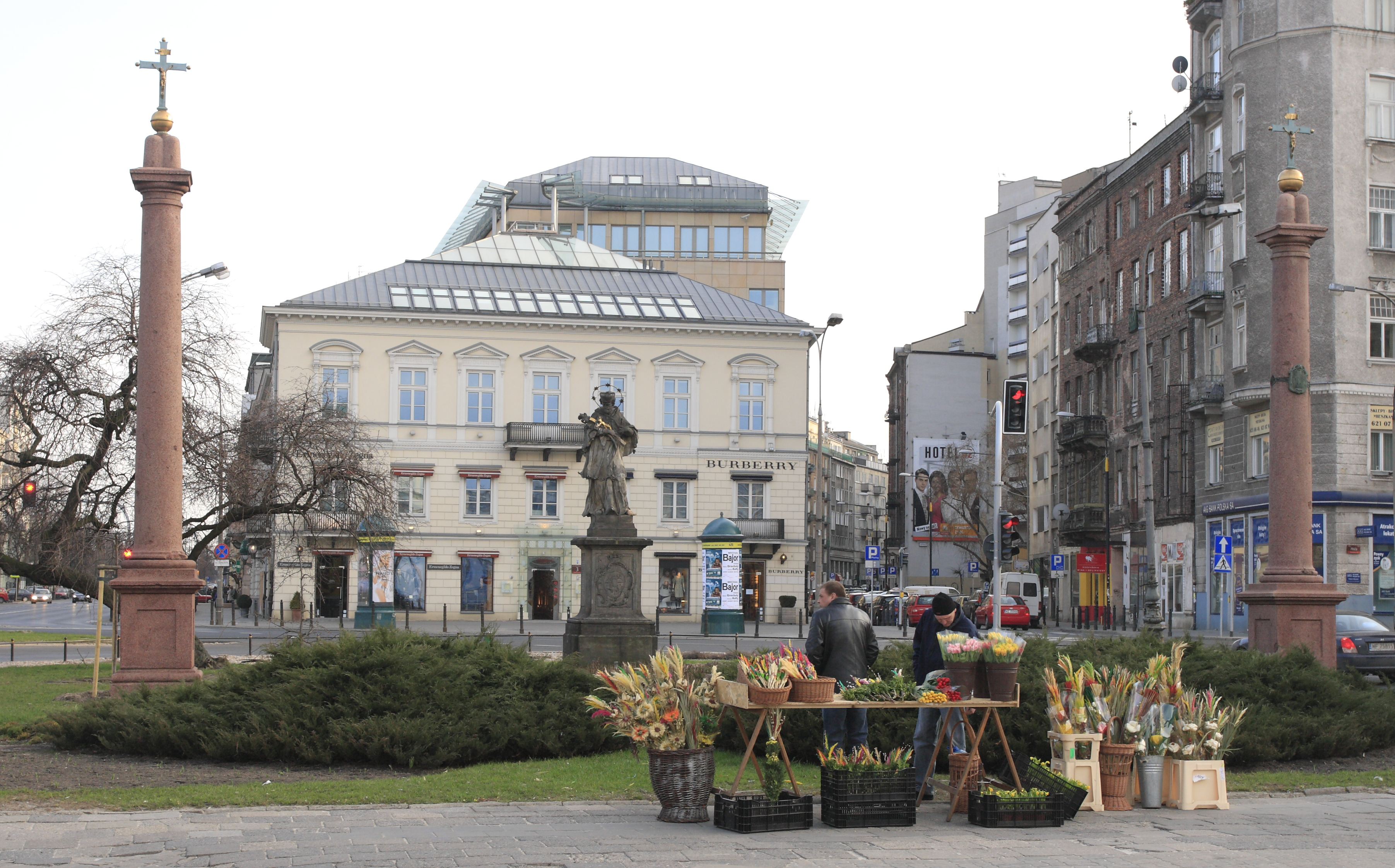
Die Statue des Heiligen Nepomuk auf einer Verkehrsinsel, dahinter die Nordfassade des sanierten „Dom Dochodowy“

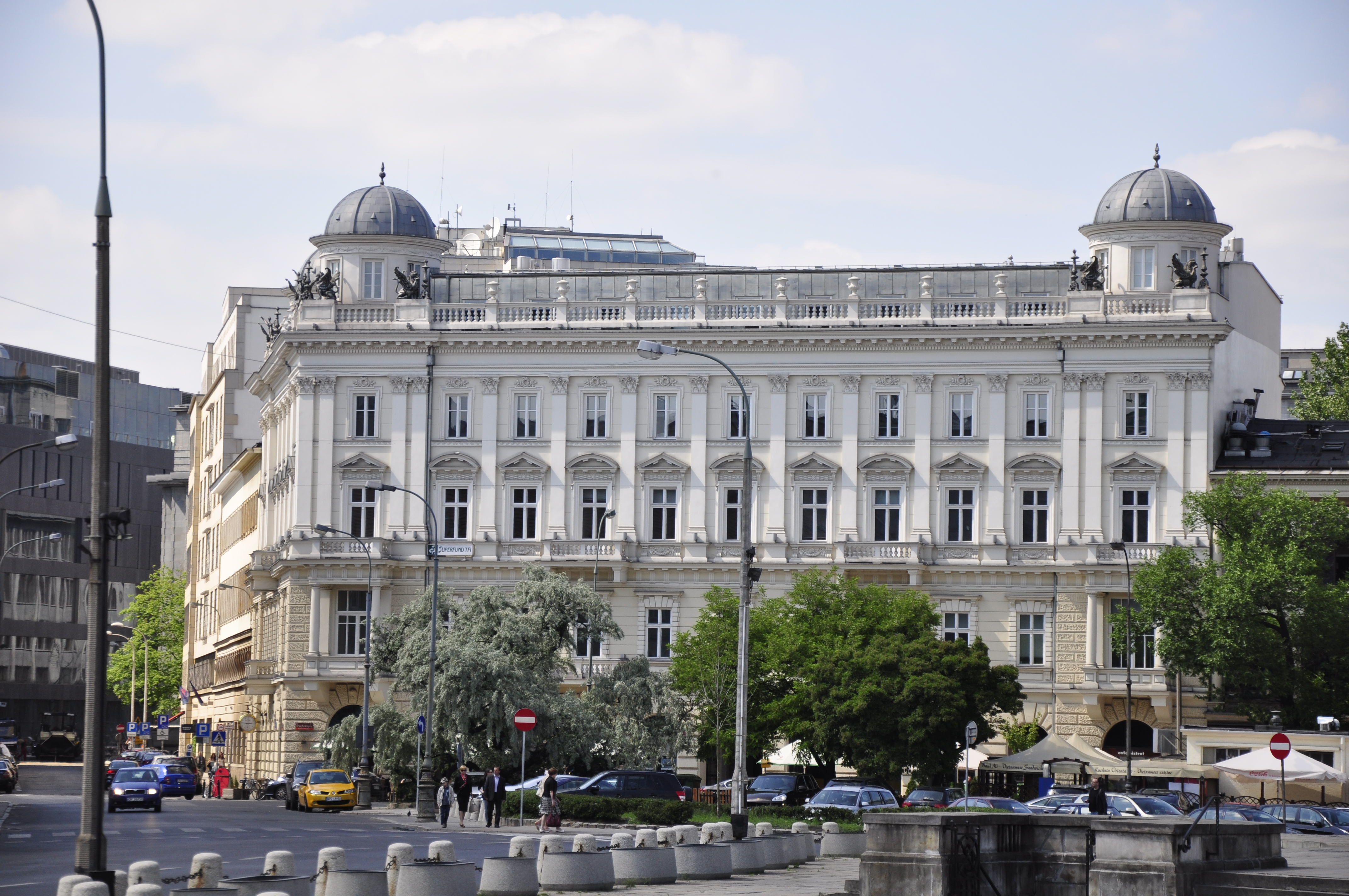
Das frühere Mietshaus „Unter den Greifen“ an der Nordseite des Platzes

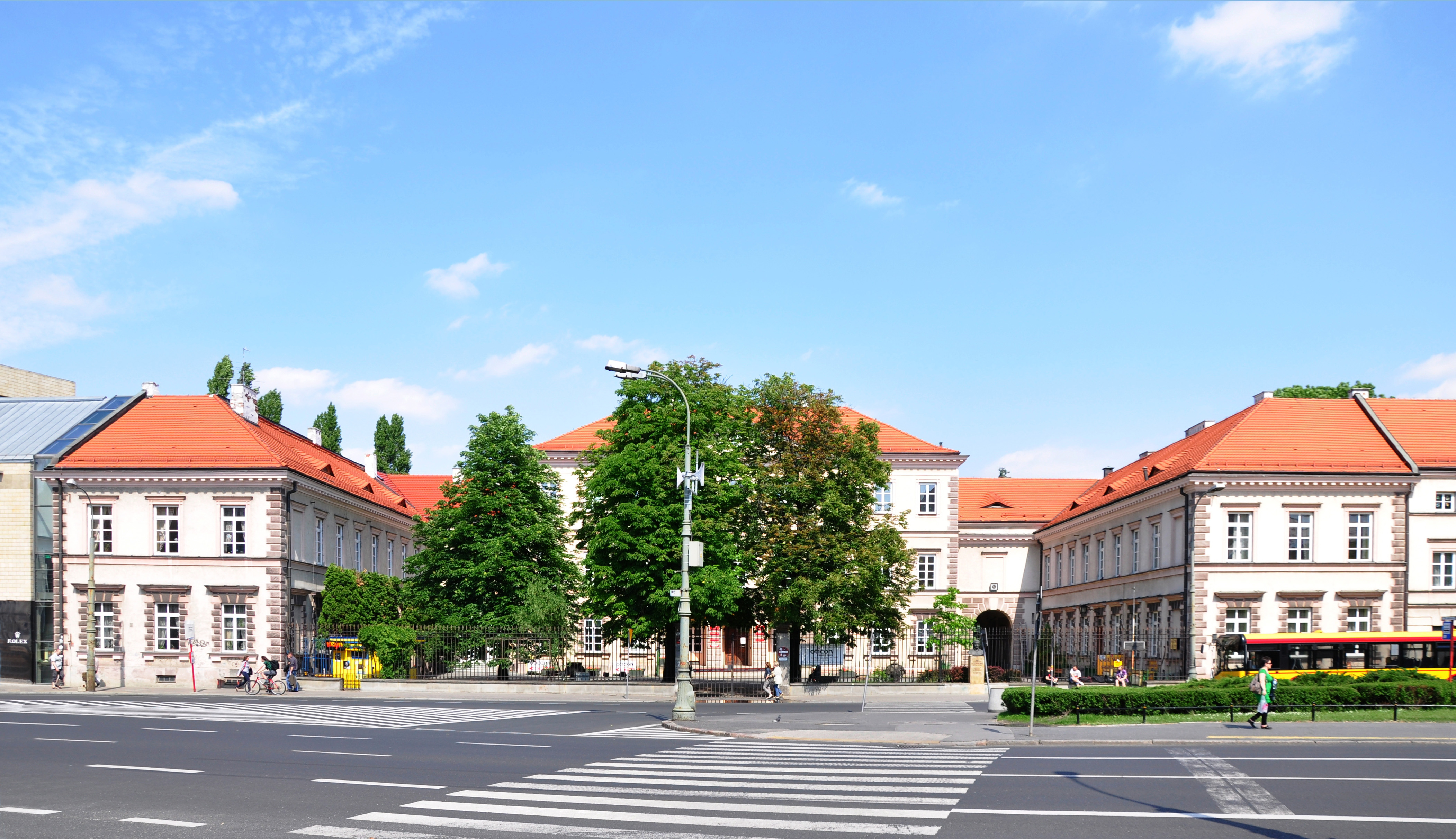
Das ab 1827 erbaute Gebäude des Gehörloseninstituts

Der Plac Trzech Krzyży (deutsch: Platz der drei Kreuze) ist einer der bedeutendsten Plätze Warschaus. In der ersten Hälfte des 18. Jahrhunderts angelegt, ist er heute nicht nur ein wichtiger Verkehrsknotenpunkt, sondern auch Standort vieler Luxusmarken-Geschäfte. Als Verbindung zwischen der Nowy Świat und der Aleje Ujazdowskie gehört der Platz zum historischen Warschauer Königsweg. Den Namen erhielt der Platz wegen dreier dort errichteter Kreuze – eines auf dem Kirchendach in der Platzmitte und zwei weitere auf Säulen montiert auf einer weiteren Verkehrsinsel. 

## Lage
Der Platz liegt rund 200 Meter südlich des Kreisverkehrs Rondo Charles’a de Gaulle’a im Innenstadtdistrikt der Stadt und wird mit ihm durch die Ulica Nowy Świat verbunden. Im Süden führt die Prachtstraße Aleje Ujazdowskie in Richtung Wilanów-Palast. Die Weichselböschung befindet sich rund 250 Meter im Osten, die Weichsel selbst liegt 900 Meter entfernt. Der Platz hat eine Nord-Süd-Länge von etwa 180 Metern, die West-Ost-Ausdehnung beträgt rund 60 Meter. Im Zentrum des Platzes steht die St.-Alexander-Kirche auf einer etwa 100 × 40 Meter großen Insel. Um sie herum wird der Kraftverkehr geleitet. Auf einer kleineren Insel (40 × 20 Meter) befindet sich ein Denkmal des Heiligen Nepomuk sowie zwei von Kreuzen gekrönte Säulen. Aus westlicher Richtung stoßen die Ulica Bracka, Ulica Żurawia und Ulica Hoża auf den Platz. Nach Osten gehen die Ulica Książęca und Ulica Bolesława Prusa ab. In südlicher Richtung, etwa parallel mit der Aleje Ujazdowskie verläuft die Ulica Mokotowska.

## Geschichte
Bis zum Beginn des 18. Jahrhunderts war das Gebiet des heutigen Platzes eine weitgehend unbewohnte, ländliche Gegend südlich der damaligen Stadtgrenzen. Ab 1724 ließ August der Starke hier den Ausgangspunkt eines Kreuzweges anlegen, der bis zum Schloss Ujazdów führte und Grundlage der später entstandenen Aleje Ujazdowskie war. Die erste Station dieses Kreuzweges wurde mit zwei goldenen Kreuzen ausgestattet. Der daraus entstehende Platz war barock gestaltet. 
1752 ließ Franciszek Bieliński zum Gedenken an den Abschluss der Pflasterung der Straßen von Warschau am Platz eine Statue des Heiligen Nepomuk errichten. Da der Heilige ein großes Kreuz trägt, wurde der Platz von nun an von der Bevölkerung als Kreuzung der goldenen Kreuze bezeichnet (polnisch: Rozdroże złotych krzyży). 
Von 1770 bis 1787 fanden Begradigungsarbeiten am Platz statt. Für den Einzug von Monarchen wurden 1809, 1815 sowie 1830 Triumphtore errichtet.

### 19. Jahrhundert
Im Jahr 1817 wurde der Platz nach Süden erweitert. Von 1818 bis 1825 errichtete Chrystian Piotr Aigner in der Platzmitte die neoklassizistische St.-Alexander-Kirche – zu Ehren Alexander I. von Russland. Schon seit 1817 wurde der Platz auch als Alexanderplatz (polnisch: Plac Aleksandra) bezeichnet. 
Während des Januaraufstandes kam es auf dem Platz am 30. September 1863 zu einem tödlichen Attentat auf den Gendarmen Leopold Zelner, der hier von Mitgliedern der sogenannten „Stilettkämpfer“ (polnisch: Sztyletnicy) einer bewaffneten Gruppierung der Aufständischen, niedergeschossen wurde.
Im Rahmen der erbittert geführten Kämpfe des Warschauer Aufstandes wurden Platz und die angrenzende Bebauung stark zerstört. Die Wiederaufbauarbeiten begannen 1945 mit der Rekonstruktion des Taubstummen-Instituts an der Ostseite. Die Alexander-Kirche wurde in ihrer Gestalt aus dem 18. Jahrhundert wiederaufgebaut. An der Westseite des Platzes wurde anstelle zerstörter Bausubstanz als ein Neubau der ostwärtige Flügel des polnischen Wirtschaftsministeriums errichtet.

### Heute
Nach der Wende entstanden an der Ostseite des Platzes mit der Warschauer Dependance des Sheraton und einem Bürogebäude der ING Bank Śląski zwei moderne Bauwerke. Vor allem im Erdgeschoss des Bankgebäudes siedelten sich in Folge Luxusboutiquen (Hugo Boss, Kenzo, Max Mara, Coccinelle, W. Kruk und diverse andere) an. 
Nach der umstrittenen Rekonstruktion des „Dom Dochodowy“ an der Südspitze des Platzes bezogen auch hier Designermarken (Burberry, Ermenegildo Zegna) Ladengeschäfte. An der Süd-, West- und Nordseite des Platzes befinden sich neben Boutiquen auch Cafés und Restaurants („Szpurka“, „Szparka“, „Czaji“, „Embassy“ und „Ale Gloria“).

## Gebäude und Sehenswürdigkeiten

### Verkehrsinsel
- Die St.-Alexander-Kirche (polnisch: Kościół św. Aleksandra) wurde von 1818 bis 1825 nach Plänen Chrystian Piotr Aigners errichtet. Der kuppelbekrönte Zentralbau wurde 1886 von 1895 im Neorenaissancestil umgebaut und mit einer Doppelturmfassade versehen. 1944 wurde die Kirche schwer beschädigt und im Zuge des Wiederaufbaus wurden die An- und Umbauten entfernt und das ursprüngliche klassizistische Aussehen rekonstruiert

### Nordseite des Platzes
- Ulica Książęca 6 – heute ein Wohn- und Geschäftshaus;
- Plac Trzech Krzyży 16 – hier befinden sich ebenfalls Büroräume sowie das Restaurant „Szparka“;
- Plac Trzech Krzyży 18 – das ehemalige Mietshaus „zu den Greifen“ (polnisch: Pod Gryfami) beherbergt heute Büros. Es wurde von 1884 bis 1886 für die Familie Fuchs nach einem Entwurf von Józef Huss errichtet. Später gehörte es der Familie Classen. Das mit zwei Kuppeln oberhalb der Frontfassade prächtig ausgestattete Gebäude beinhaltet Stilformen des Barocks, der Renaissance sowie des Klassizismus. Im Zweiten Weltkrieg zerstört, wurde es danach als Sitz des Außenhandelsunternehmens Paged wiederaufgebaut.

### Westseite des Platzes
- Plac Trzech Krzyży 3/5 – heute Wirtschaftsministerium (polnisch: Ministerstwo Gospodarki). Das Gebäude wurde nach dem Krieg als Sitz der Staatlichen Kommission für Wirtschaftsplanung (poln.: Państwowa Komisja Planowania Gospodarczego) von den Architekten Stanisław Bieńkuński und Stanisław Rychłowski erbaut. Nach dem Namen des Kommissionsvorsitzenden Hilary Minc wurde das Ministerium im Volksmund als „Mincówka“ bezeichnet;
- Plac Trzech Krzyży 13 – Eckgebäude zur Ulica Żurawia, heute Postamt (Nr. 15) und ein Café der Kette „Coffeeheaven“.

### Ostseite des Platzes
- Plac Trzech Krzyży 4/6 – heute Sitz des Gehörlosen-Instituts (polnisch: Instytut Głuchoniemych im. Jakuba Falkowskiego) ist ein palastartiges Gebäude, welches in den Jahren 1827 bis 1830 an das alte Hintergebäude errichtet wurde. Dieses Hauptgebäude wurde 1845/46 vermutlich nach einem Entwurf von Stanisław Pszczółkowski umgestaltet. Das Gebäude wurde 1944 zerstört und nach dem Krieg im Stil der Neorenaissance wiederaufgebaut. Daneben entstand etwa Mitte des 19. Jahrhunderts die Holländerei (polnisch: Domek Holenderski) auf Basis eines älteren Villa, die Domenico Merlini gehört hatte. Den Umbau betreute wahrscheinlich Francesco Maria Lanci;
- Denkmal des Paters Jakub Falkowski[3], errichtet am 23. Oktober 1968 nach einem Entwurf von Ferdynand Jarocha[4];
- Plac Trzech Krzyży 10/14 – modernes Bürogebäude, ehemals Sitz der ING Bank Śląski S.A. und verschiedener Luxusgeschäfte;
- Ulica Bolesława Prusa 2 – das Sheraton Warsaw Hotel & Towers ist ein siebenstöckiger Neubau aus den 1990er Jahren.

### Südseite des Platzes
- Aleje Ujazdowskie 28 – hier ist heute die Lehrbuchhandlung des Zentrums für Lehrerfortbildung (polnisch: Księgarnia nauczycielska Centralnego Ośrodka Doskonalenia Nauczycieli) untergebracht;
- Aleje Ujazdowskie 51 – das Haus mit den drei Fassaden (polnisch: Dom Dochodowy o Trzech Frontach). Das Gebäudeensemble geht auf ein Wohnhaus des Antoni Luciński, den Kellermeister König Stanisław August Poniatowskis zurück. Weshalb es früher auch Luciński-Haus (polnisch: Kamienica Lucińskiego) genannt wurde. In seiner weiteren Geschichte wechselte die ursprünglich drei Gebäude häufig ihre Besitzer und dienten ganz unterschiedlichen Zwecken: Wohnhaus, Pferdestall, Wagenremise, Getreidelager, Spielkartenmanufaktur und Schnapsbrennerei. Unter dem Bauträger Platan Group wurden die Gebäude in den 2000er Jahren saniert und miteinander zu einem modernen Büro- und Einzelhandelskomplex verbunden[5].